# Río Martín
Río Martín är ett vattendrag i Spanien. Det ligger i den östra delen av landet, 300 km öster om huvudstaden Madrid.